# Летеа (Тулћа)
Летеа (рум. Letea) насеље је у Румунији у округу Тулћа у општини К.А. Росетти. Oпштина се налази на надморској висини од 2 m.

## Становништво
Према подацима из 2002. године у насељу је живело 404 становника, од којих су сви румунске националности.